# Lituania all'Eurovision Song Contest
La Lituania ha debuttato all'Eurovision Song Contest nel 1994. Fino ad ora la posizione migliore raggiunta è il sesto posto ottenuto nel 2006. È l'unica delle tre repubbliche baltiche a non aver vinto la manifestazione.

## Partecipazioni
- Primo posto
- Secondo posto
- Terzo posto
- Ultimo posto

| Anno                                    | Artista                         | Canzone                          | Lingua            | Posizione           | Posizione           | Posizione                | Posizione                |
| Anno                                    | Artista                         | Canzone                          | Lingua            | Finale              | Punti               | Semi                     | Punti                    |
| --------------------------------------- | ------------------------------- | -------------------------------- | ----------------- | ------------------- | ------------------- | ------------------------ | ------------------------ |
| 1994                                    | Ovidijus Vyšniauskas            | Lopšinė mylimai                  | Lituano           | 25º                 | 0                   | Niente semifinali        | Niente semifinali        |
| Nessuna partecipazione dal 1995 al 1998 |                                 |                                  |                   |                     |                     | Niente semifinali        | Niente semifinali        |
| 1999                                    | Aistė Smilgevičiūtė             | Strazdas                         | Samogitico        | 20º                 | 13                  | Niente semifinali        | Niente semifinali        |
| Nessuna partecipazione nel 2000         |                                 |                                  |                   |                     |                     | Niente semifinali        | Niente semifinali        |
| 2001                                    | Skamp                           | You Got Style                    | Inglese, lituano  | 13º                 | 35                  | Niente semifinali        | Niente semifinali        |
| 2002                                    | Aivaras                         | Happy You                        | Inglese           | 23º                 | 12                  | Niente semifinali        | Niente semifinali        |
| Nessuna partecipazione nel 2003         |                                 |                                  |                   |                     |                     | Niente semifinali        | Niente semifinali        |
| 2004                                    | Linas & Simona                  | What's Happened to Your Love?    | Inglese           | Non qualificata     | Non qualificata     | 16º                      | 26                       |
| 2005                                    | Laura & the Lovers              | Little by Little                 | Inglese           | Non qualificata     | Non qualificata     | 25º                      | 17                       |
| 2006                                    | LT United                       | We Are the Winners               | Inglese, francese | 6º                  | 162                 | 5º                       | 163                      |
| 2007                                    | 4FUN                            | Love or Leave                    | Inglese           | 21º                 | 28                  | Top 10 l'anno precedente | Top 10 l'anno precedente |
| 2008                                    | Jeronimas Milius                | Nomads in the Night              | Inglese           | Non qualificata     | Non qualificata     | 16º                      | 30                       |
| 2009                                    | Sasha Son                       | Love                             | Inglese, russo    | 23º                 | 23                  | 9º                       | 66                       |
| 2010                                    | InCulto                         | Eastern European Funk            | Inglese           | Non qualificata     | Non qualificata     | 12º                      | 44                       |
| 2011                                    | Evelina Sašenko                 | C'est ma vie                     | Inglese, francese | 19º                 | 63                  | 5º                       | 81                       |
| 2012                                    | Donny Montell                   | Love Is Blind                    | Inglese           | 14º                 | 70                  | 3º                       | 104                      |
| 2013                                    | Andrius Pojavis                 | Something                        | Inglese           | 22º                 | 17                  | 9º                       | 53                       |
| 2014                                    | Vilija Matačiūnaitė             | Attention                        | Inglese           | Non qualificata     | Non qualificata     | 11º                      | 36                       |
| 2015                                    | Monika Linkytė & Vaidas Baumila | This Time                        | Inglese           | 18º                 | 30                  | 7º                       | 67                       |
| 2016                                    | Donny Montell                   | I've Been Waiting for This Night | Inglese           | 9º                  | 200                 | 4º                       | 222                      |
| 2017                                    | Fusedmarc                       | Rain of Revolution               | Inglese           | Non qualificata     | Non qualificata     | 17º                      | 42                       |
| 2018                                    | Ieva Zasimauskaitė              | When We're Old                   | Inglese, lituano  | 12º                 | 181                 | 9º                       | 119                      |
| 2019                                    | Jurij Veklenko                  | Run with the Lions               | Inglese           | Non qualificata     | Non qualificata     | 11º                      | 93                       |
| 2020                                    | The Roop                        | On Fire                          | Inglese           | Edizione cancellata | Edizione cancellata | Edizione cancellata      | Edizione cancellata      |
| 2021                                    | The Roop                        | Discoteque                       | Inglese           | 8º                  | 220                 | 4º                       | 203                      |
| 2022                                    | Monika Liu                      | Sentimentai                      | Lituano           | 14º                 | 128                 | 7º                       | 159                      |
| 2023                                    | Monika Linkytė                  | Stay                             | Inglese           | 11º                 | 127                 | 4º                       | 110                      |
| 2024                                    | Silvester Belt                  | Luktelk                          | Lituano           | 14º                 | 90                  | 4º                       | 119                      |
| 2025                                    | Katarsis                        | Tavo akys                        | Lituano           | 16º                 | 96                  | 6º                       | 103                      |

Note:
- Se un paese vince l'edizione precedente, non deve competere nelle semifinali nell'edizione successiva. Inoltre, dal 2004 al 2007, i primi dieci paesi che non erano membri dei Big 4 non dovevano competere nelle semifinali nell'edizione successiva. Se, ad esempio, Germania e Francia si collocavano tra i primi dieci, i paesi che si erano piazzati all'11º e al 12º posto avanzavano alla serata finale dell'edizione successiva insieme al resto della top 10.

## Statistiche di voto
Fino al 2025, le statistiche di voto della Lituania sono:
| # | Stato    | Punti |
| - | -------- | ----- |
| 1 | Ucraina  | 165   |
| 2 | Svezia   | 142   |
| 3 | Russia   | 129   |
| 4 | Lettonia | 119   |
| 5 | Estonia  | 113   |

| # | Stato       | Punti |
| - | ----------- | ----- |
| 1 | Lettonia    | 161   |
| 2 | Irlanda     | 131   |
| 3 | Regno Unito | 125   |
| 4 | Estonia     | 85    |
| 5 | Georgia     | 81    |

| # | Stato    | Punti |
| - | -------- | ----- |
| 1 | Ucraina  | 297   |
| 2 | Lettonia | 241   |
| 3 | Svezia   | 196   |
| 4 | Estonia  | 192   |
| 5 | Russia   | 178   |

| # | Stato       | Punti |
| - | ----------- | ----- |
| 1 | Irlanda     | 283   |
| 2 | Lettonia    | 277   |
| 3 | Regno Unito | 274   |
| 4 | Norvegia    | 194   |
| 5 | Ucraina     | 162   |

## Altri premi ricevuti

### OGAE Eurovision Song Contest Poll
L'OGAE Eurovision Song Contest Poll è la classifica fatta dai gruppi dell'OGAE, organizzazione internazionale che consiste in un network di oltre 40 fan club del Contest di vari Paesi europei e non. Come ogni anno, i membri dell'OGAE hanno l'opportunità di votare per la loro canzone preferita prima della gara e i risultati sono stati pubblicati sul sito web dell'organizzazione.
| Anno | Categoria | Artista  | Canzone | Compositore                                                      |
| ---- | --------- | -------- | ------- | ---------------------------------------------------------------- |
| 2020 | OGAE 2020 | The Roop | On Fire | Vaidotas Valiukevičius, Robertas Baranauskas, Mantas Banišauskas |

### Barbara Dex Award
Il Barbara Dex Award è un riconoscimento non ufficiale con il quale viene premiato l'artista peggio vestito all'Eurovision Song Contest. Prende il nome dall'omonima artista belga che nell'edizione del 1993 si è presentata con un abito che lei stessa aveva confezionato e che aveva attirato l'attenzione negativa dei commentatori e del pubblico.
| Anno | Categoria         | Artista             | Canzone   | Compositore                           |
| ---- | ----------------- | ------------------- | --------- | ------------------------------------- |
| 2014 | Barbara Dex Award | Vilija Matačiūnaitė | Attention | Viktoras Vaupšas, Vilija Matačiūnaitė |